# Planorbella truncata
Planorbella truncata är en snäckart som först beskrevs av M. Miles 1861.  Planorbella truncata ingår i släktet Planorbella och familjen posthornssnäckor. Inga underarter finns listade i Catalogue of Life.